# Hrobka Dalbergů (Kostelní Vydří)
Hrobka Dalbergů je pohřebiště šlechtického rodu Dalbergů v Kostelním Vydří v okrese Jindřichův Hradec. Dalbergové byli majiteli nedalekého zámku Dačice. Pohřebiště má podobu obezděného lesního hřbitova, který se nachází na návrší západně od karmelitánského kláštera. Vede k němu lipová alej. Pohřbívalo se tam v letech 1914–1940. Hlavní náhrobek Dalbergů s plastikou Krista na západní straně hřbitova byl vytvořen v pozdně secesním stylu. Kolem hřbitova vede křížová cesta s dvanácti zastaveními, které tvoří kameny s dřevěnými kříži. Hřbitov vlastní Českomoravská generální delegatura Řádu karmelitánů. Hrobka není památkově chráněná a je veřejnosti přístupná.

## Seznam pohřbených

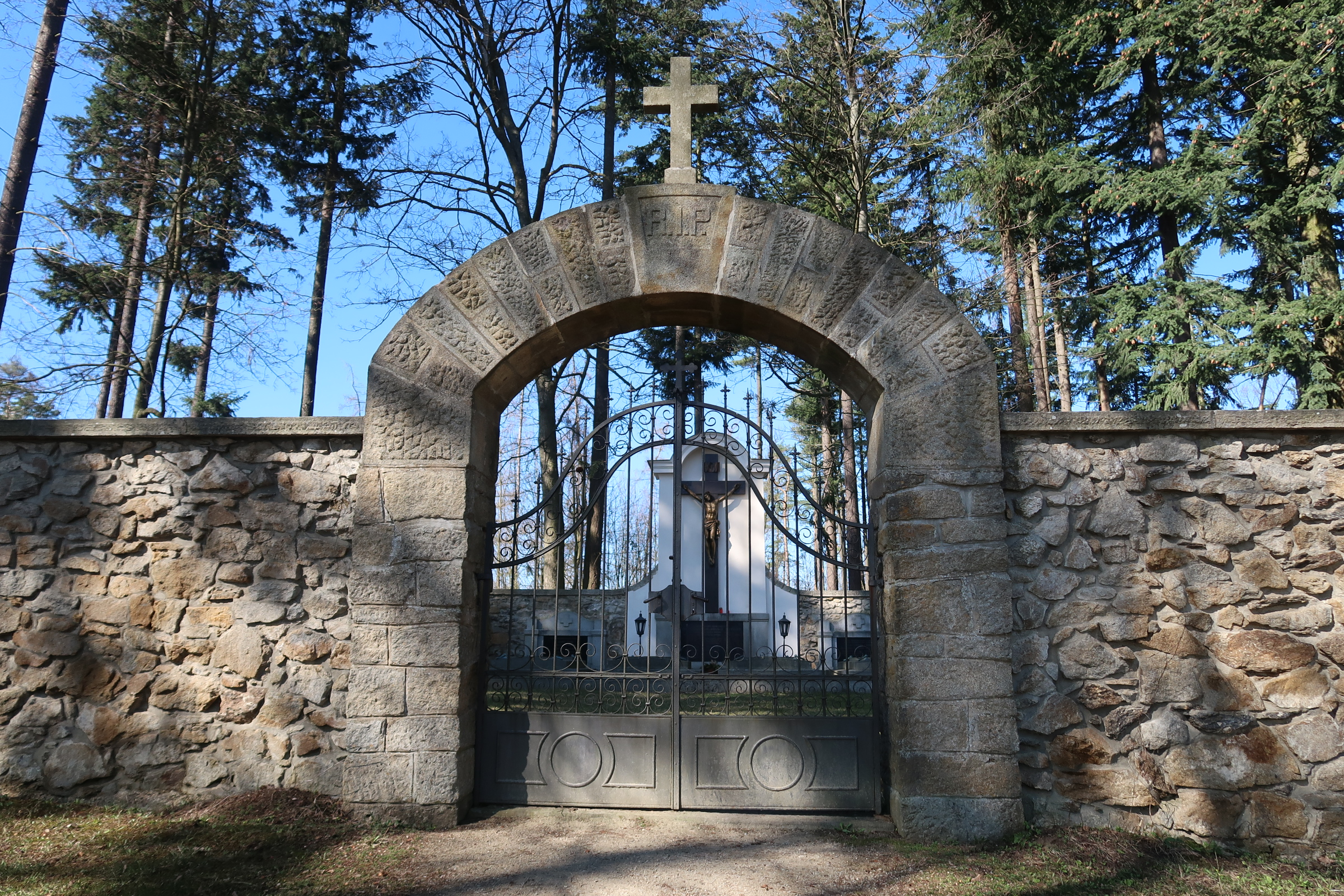
Vstupní brána na lesní hřbitov

Na hřbitově bylo pochováno pět členů šlechtického rodu a čtyři karmelitáni. Friedrich Ferdinand z Dalbergu (1822–1908), jeho manželka Kunhuta z Vittinghoff-Schell (1827–1892) a jejich tři neprovdané dcery Helene (1857–1924), Sophie (1861–1937) a Theresia Maria (1866–1893) byli pohřbeni na starém hřbitově v Dačicích.

### Chronologicky podle data úmrtí
V tabulce jsou uvedeny základní informace o pohřbených. Fialově jsou vyznačeni příslušníci rodu Dalbergů, žlutě jsou vyznačeny manželky a další příbuzní. Červeně jsou zvýrazněni majitelé zámku Dačice. Rod Dalbergů, který pocházel ze středního Porýní, je doložen od 13. století. Zde jsou však generace počítány teprve od Filipa Františka z Dalbergu (1635–1693), jehož synové založili dvě linie rodu. Majitelé Dačic pocházeli ze starší linie (Dalberg zu Wallhausen). Dalbergové byli povýšeni do říšského panského stavu v roce 1653. Po vymření rodu Osteinů Johannem Friedrichem Karlem v roce 1809 zdědili Dalbergové statky a panství Malešov, Roztěž u Kutné Hory a Dačice. U manželek je generace v závorce a týká se generace manžela. Děti jsou vypsány v poznámce u matky, avšak pokud byla matka pohřbena jinde, jsou děti uvedeny v poznámce u otce.
| Po-řadí | Gene-race | Jméno pohřbeného                             | Datum a místo narození               | Otec                                                                                           | Datum a místo sňatku, choť                            | Pohřeb a uložení do hrobky | Poznámky |
| Po-řadí | Gene-race | Jméno pohřbeného                             | Datum a místo úmrtí                  | Matka                                                                                          | Datum a místo sňatku, choť                            | Pohřeb a uložení do hrobky | Poznámky |
| ------- | --------- | -------------------------------------------- | ------------------------------------ | ---------------------------------------------------------------------------------------------- | ----------------------------------------------------- | --- | --- |
| 1.      | 7.        | Friedrich Egbert (Bedřich Egbert) z Dalbergu | 29. 1. 1863 Dačice                   | Friedrich Ferdinand z Dalbergu 9. 12. 1822 Vídeň – 19. 9. 1908 Dačice                          | 26. 4. 1904 Vídeň: Karoline z Raabu (č. 4)            | Pohřben 13. 3. 1914 na novém hřbitově. | Hlava rodu (1908–1914). Komoří z Wormsu, c. k. komoří. Majitel statku Dačice (1908–1914). Zemřel ve věku 51 let na degenerativní změny centrálního a periferního nervového systému a chronickou degeneraci srdečního svalu.   |
| 1.      | 7.        | Friedrich Egbert (Bedřich Egbert) z Dalbergu | 9. 3. 1914 Dačice                    | Kunigunde (Kunhuta) z Vittinghoff-Schell zu Schellenberg 1. 3. 1827 Tišnov – 29. 5. 1892 Vídeň | 26. 4. 1904 Vídeň: Karoline z Raabu (č. 4)            | Pohřben 13. 3. 1914 na novém hřbitově. | Hlava rodu (1908–1914). Komoří z Wormsu, c. k. komoří. Majitel statku Dačice (1908–1914). Zemřel ve věku 51 let na degenerativní změny centrálního a periferního nervového systému a chronickou degeneraci srdečního svalu.   |
| 2.      |           | Karolina Ludovika, roz. z Bernhausenu        | 1845                                 |                                                                                                | Josef z Raabu 1832–1882                               | | Narodila se jí dcera: - Karolina (1874–1935; č. 4) |
| 2.      | 1924      | Karolina Ludovika, roz. z Bernhausenu        |                                      |                                                                                                | Josef z Raabu 1832–1882                               | | Narodila se jí dcera: - Karolina (1874–1935; č. 4) |
| 3.      | 8.        | Josef Dalberg                                | 29. 4. 1906 Dačice                   | Friedrich Egbert z Dalbergu (č. 1)                                                             |                                                       | Tělo bylo vykropeno 20. 10. 1929 v zámecké kapli. Na to byla rakev s ostatky uložena v hrobce v Kostelním Vydří. Slavnostní requiem se sloužilo 21. 10. ráno v patronátním kostele v Dačicích.                                               | Hlava rodu (1920–1929). Spolumajitel statku Dačice (1914–1929). V roce 1920 zdědil po smrti svého strýce Karla Heriberta z Dalbergu (1849–1920) všechen fideikomisní majetek, tedy majetek v Bavorsku. Zemřel ve věku 23 let. |
| 3.      | 8.        | Josef Dalberg                                | 16. 10. 1929 Vídeň (sanatorium Hera) | Karoline z Raabu (č. 4)                                                                        |                                                       | Tělo bylo vykropeno 20. 10. 1929 v zámecké kapli. Na to byla rakev s ostatky uložena v hrobce v Kostelním Vydří. Slavnostní requiem se sloužilo 21. 10. ráno v patronátním kostele v Dačicích.                                               | Hlava rodu (1920–1929). Spolumajitel statku Dačice (1914–1929). V roce 1920 zdědil po smrti svého strýce Karla Heriberta z Dalbergu (1849–1920) všechen fideikomisní majetek, tedy majetek v Bavorsku. Zemřel ve věku 23 let. |
| 4.      | (7.)      | Karoline, roz. z Raabu                       | 9. 1. 1874 Brno                      | Josef z Raabu 1832–1882                                                                        | 26. 4. 1904 Vídeň: Friedrich Egbert z Dalbergu (č. 1) | Tělo bylo vykropeno 16. 11. 1935 v kostele sv. Vavřince v Dačicích. Na to byla rakev s ostatky uložena v hrobce v Kostelním Vydří. V den pohřbu se ráno sloužilo slavnostní requiem v patronátních kostelech v Dačicích a v Kostelním Vydří. | Držitelka bronzové čestné medaile Červeného kříže (1915). Spolumajitelka statku Dačice (1914–1935). Narodily se jí následující děti: - 1. Josef (1906–1929; č. 3) - 2. Johannes (1909–1940; č. 5)                             |
| 4.      | (7.)      | Karoline, roz. z Raabu                       | 13. 11. 1935 Dačice                  | Ludovika z Bernhausenu (č. 2)                                                                  | 26. 4. 1904 Vídeň: Friedrich Egbert z Dalbergu (č. 1) | Tělo bylo vykropeno 16. 11. 1935 v kostele sv. Vavřince v Dačicích. Na to byla rakev s ostatky uložena v hrobce v Kostelním Vydří. V den pohřbu se ráno sloužilo slavnostní requiem v patronátních kostelech v Dačicích a v Kostelním Vydří. | Držitelka bronzové čestné medaile Červeného kříže (1915). Spolumajitelka statku Dačice (1914–1935). Narodily se jí následující děti: - 1. Josef (1906–1929; č. 3) - 2. Johannes (1909–1940; č. 5)                             |
| 5.      | 8.        | Johannes (Jan) Dalberg                       | 21. 6. 1909 Dačice                   | Friedrich Egbert z Dalbergu (č. 1)                                                             |                                                       | Tělo bylo vykropeno 25. 4. 1940 v zámecké kapli, poté znovu v kostele sv. Vavřince v Dačicích, odkud bylo pohřbeno do rodinné hrobky v Kostelním Vydří. Slavnostní requiem se sloužilo 26. 4. ráno v patronátním kostele v Dačicích.         | Hlava rodu (1929–1940), ultimus familiae. Majitel statku Dačice (1914–1940, do roku 1935 pouze spolumajitel), Friesenhausen a Erlasse. Zemřel v 31 letech na zánět pohrudnice.                                                |
| 5.      | 8.        | Johannes (Jan) Dalberg                       | 21. 4. 1940 Dačice                   | Karoline Raab (č. 4)                                                                           |                                                       | Tělo bylo vykropeno 25. 4. 1940 v zámecké kapli, poté znovu v kostele sv. Vavřince v Dačicích, odkud bylo pohřbeno do rodinné hrobky v Kostelním Vydří. Slavnostní requiem se sloužilo 26. 4. ráno v patronátním kostele v Dačicích.         | Hlava rodu (1929–1940), ultimus familiae. Majitel statku Dačice (1914–1940, do roku 1935 pouze spolumajitel), Friesenhausen a Erlasse. Zemřel v 31 letech na zánět pohrudnice.                                                |

### Podle uložení
| Hlavní – západní strana | Hlavní – západní strana | Hlavní – západní strana |
| --- | --- | --- |
| Johannes z Dalbergu (č. 5) | Friedrich Egbert z Dalbergu (č. 1) a Josef z Dalbergu (č. 3) | Karoline, roz. z Raabu (č. 4) |
| | | |
| HIC DIEM RESURRECTIONIS EXSPECTAT JOANNES EVANG. CAMERARIUS A WORMATIA LIBER BARO DE DALBERG, NATUS XXI. JUNII MCMIX, MORTUS XXI. APRILIS MCMXL. ULTIMUS GENTIS SUAE. IN IMAGINE PERTRANSIT HOMO. PS. 38. 7. | HIC DIEM MAGNUM DOMINI EXSPECTAT FRIDERICUS MARIA CAMERARIUS A WORMATIA, LIBER BARO DE DALBERG, DOMINUS IN DATSCHITZ, KIRCHWIEDERN ETC. NATUS XXIX. JANUARII MDCCCLXIII, DEFUNCTUS IX. MARTII MCMXIV. HUNC SERVUM SUSTOLLE MARIA AD REGNI POLORUM JUXTA TUAS AEDES REQUIESCERE QUI CUPIEBAT: QUI SCAPULAS VIVENS PROTEXIT SIGNO SALUTIS, SPLENDENTI IN COELIS SEMPER NUNC VESTE DONETUR. SECUTUS EST EUM FILIUS SUUS PERDILECTUS JOSEPHUS CAMERARIUS A WORMATIA, LIBER BARO DE DALBERG, SUIS PARENTIBUS DATUS DIE 29. APRILIS 1906 AD AETERNITATEM REVOCATUS DIE 16. OCTOBRIS 1929. „BEATI MISERICORDES, QUONIAM IPSI MISERICORDIAM CONSEQUENTUR“ (MATTH. 5. 7.). | CARITAS NUMQUAM EXCIDIT. I. COR. XIII. 8. HIC DIEM RESURRECTIONIS EXSPECTAT CAROLINA CAMERARIA A WORMATIA, LIBERA DOMINA DE DALBERG, NATA DE RAAB, POSSESSIONIS IN DAČICE, FRIESENHAUSEN, ERLASEE SOCIA, NATA BRUNAE, DIE 9. JANUARII 1874 OBIIT DAČICII DIE 13. NOVEMBRIS 1935. BEATI QUI LUGENT, QUONIAM IPSI CONSOLABUNTUR. MATTH. V. 5. FUIT IN VITA PIA FILIA, SOLLICITA CONIUX, MATER SUMMAE BENEVOLENTIAE. |

| Severní strana                                      |
| --------------------------------------------------- |
| Karolina Ludovika, roz. z Bernhausenu (č. 2)        |
|                                                     |
| CAROLINA LUDOVICA DE RAAB BERNHAUSEN text pokračuje |

### Příbuzenské vztahy pohřbených
Následující schéma znázorňuje příbuzenské vztahy Dalbergů. Červeně orámovaní byli pohřbeni v hrobce, arabské číslice odpovídají pořadí úmrtí podle předchozí tabulky. Sedmá generace je na dvou řádcích. Zeleným orámováním je zvýrazněn Bedřich Karel Antonín z Ostein-Dalbergu (1787–1814), který v roce 1809 zdědil panství Dačice po Osteinech. Modře je zvýrazněna Marie Anna z Dalbergu (1891–1979), jíž vymřel rod Dalbergů po přeslici. Narodilo se jí sedm dětí, z nichž nejstarší syn Franz Karl princ zu Salm-Salm (1917–2011) zdědil v roce 1940 dačický velkostatek. Vzhledem k účelu schématu se nejedná o kompletní rodokmen.
|                             |                             |                             |                             |                              |                              |                              |                              |                                                   |                                                   |                                                   |                                                   | Bedřich František Karel z Dalbergu 1751–1811      | Bedřich František Karel z Dalbergu 1751–1811      | Bedřich František Karel z Dalbergu 1751–1811 | Bedřich František Karel z Dalbergu 1751–1811 | Bedřich František Karel z Dalbergu 1751–1811 | Bedřich František Karel z Dalbergu 1751–1811 |                                     |                                     | Marie Anna z Greiffenclau zu Vollrads 1756–1829 | Marie Anna z Greiffenclau zu Vollrads 1756–1829 | Marie Anna z Greiffenclau zu Vollrads 1756–1829 | Marie Anna z Greiffenclau zu Vollrads 1756–1829 | Marie Anna z Greiffenclau zu Vollrads 1756–1829  | Marie Anna z Greiffenclau zu Vollrads 1756–1829  |                                                  |                                                  |                                                            |                                                            |                                                            |                                                            |                                                                     |                                                                     |                                                                     |                                                                     |                                                                     |                                                                     |                            |                            |                            |                            |  |  |                                                 |                                                 |                                                 |                                                 |                                                 |                                                 |                                               |                                               |                                            |                                            |                                            |                                            |                                             |                                             |                                             |                                             |                                             |                                             |                               |                               |                               |                               |  |  |
|                             |                             |                             |                             |                              |                              |                              |                              |                                                   |                                                   |                                                   |                                                   | Bedřich František Karel z Dalbergu 1751–1811      | Bedřich František Karel z Dalbergu 1751–1811      | Bedřich František Karel z Dalbergu 1751–1811 | Bedřich František Karel z Dalbergu 1751–1811 | Bedřich František Karel z Dalbergu 1751–1811 | Bedřich František Karel z Dalbergu 1751–1811 |                                     |                                     | Marie Anna z Greiffenclau zu Vollrads 1756–1829 | Marie Anna z Greiffenclau zu Vollrads 1756–1829 | Marie Anna z Greiffenclau zu Vollrads 1756–1829 | Marie Anna z Greiffenclau zu Vollrads 1756–1829 | Marie Anna z Greiffenclau zu Vollrads 1756–1829  | Marie Anna z Greiffenclau zu Vollrads 1756–1829  |                                                  |                                                  |                                                            |                                                            |                                                            |                                                            |                                                                     |                                                                     |                                                                     |                                                                     |                                                                     |                                                                     |                            |                            |                            |                            |  |  |                                                 |                                                 |                                                 |                                                 |                                                 |                                                 |                                               |                                               |                                            |                                            |                                            |                                            |                                             |                                             |                                             |                                             |                                             |                                             |                               |                               |                               |                               |  |  |
|                             |                             |                             |                             |                              |                              |                              |                              |                                                   |                                                   |                                                   |                                                   |                                                   |                                                   |                                              |                                              |                                              |                                              |                                     |                                     |                                                 |                                                 |                                                 |                                                 |                                                  |                                                  |                                                  |                                                  |                                                            |                                                            |                                                            |                                                            |                                                                     |                                                                     |                                                                     |                                                                     |                                                                     |                                                                     |                            |                            |                            |                            |  |  |                                                 |                                                 |                                                 |                                                 |                                                 |                                                 |                                               |                                               |                                            |                                            |                                            |                                            |                                             |                                             |                                             |                                             |                                             |                                             |                               |                               |                               |                               |  |  |
|                             |                             |                             |                             |                              |                              |                              |                              |                                                   |                                                   |                                                   |                                                   |                                                   |                                                   |                                              |                                              |                                              |                                              |                                     |                                     |                                                 |                                                 |                                                 |                                                 |                                                  |                                                  |                                                  |                                                  |                                                            |                                                            |                                                            |                                                            |                                                                     |                                                                     |                                                                     |                                                                     |                                                                     |                                                                     |                            |                            |                            |                            |  |  |                                                 |                                                 |                                                 |                                                 |                                                 |                                                 |                                               |                                               |                                            |                                            |                                            |                                            |                                             |                                             |                                             |                                             |                                             |                                             |                               |                               |                               |                               |  |  |
|                             |                             |                             |                             |                              |                              |                              |                              | Bedřich Karel Antonín z Ostein-Dalbergu 1787–1814 | Bedřich Karel Antonín z Ostein-Dalbergu 1787–1814 | Bedřich Karel Antonín z Ostein-Dalbergu 1787–1814 | Bedřich Karel Antonín z Ostein-Dalbergu 1787–1814 | Bedřich Karel Antonín z Ostein-Dalbergu 1787–1814 | Bedřich Karel Antonín z Ostein-Dalbergu 1787–1814 |                                              |                                              |                                              |                                              |                                     |                                     | Karel Antonín Maxmilián z Dalbergu 1792–1859    | Karel Antonín Maxmilián z Dalbergu 1792–1859    | Karel Antonín Maxmilián z Dalbergu 1792–1859    | Karel Antonín Maxmilián z Dalbergu 1792–1859    | Karel Antonín Maxmilián z Dalbergu 1792–1859     | Karel Antonín Maxmilián z Dalbergu 1792–1859     |                                                  |                                                  | Marie Charlotta Sturmfederová z Oppenweileru 1791–1886     | Marie Charlotta Sturmfederová z Oppenweileru 1791–1886     | Marie Charlotta Sturmfederová z Oppenweileru 1791–1886     | Marie Charlotta Sturmfederová z Oppenweileru 1791–1886     | Marie Charlotta Sturmfederová z Oppenweileru 1791–1886              | Marie Charlotta Sturmfederová z Oppenweileru 1791–1886              |                                                                     |                                                                     |                                                                     |                                                                     |                            |                            |                            |                            |  |  |                                                 |                                                 |                                                 |                                                 |                                                 |                                                 |                                               |                                               |                                            |                                            |                                            |                                            |                                             |                                             |                                             |                                             |                                             |                                             |                               |                               |                               |                               |  |  |
|                             |                             |                             |                             |                              |                              |                              |                              | Bedřich Karel Antonín z Ostein-Dalbergu 1787–1814 | Bedřich Karel Antonín z Ostein-Dalbergu 1787–1814 | Bedřich Karel Antonín z Ostein-Dalbergu 1787–1814 | Bedřich Karel Antonín z Ostein-Dalbergu 1787–1814 | Bedřich Karel Antonín z Ostein-Dalbergu 1787–1814 | Bedřich Karel Antonín z Ostein-Dalbergu 1787–1814 |                                              |                                              |                                              |                                              |                                     |                                     | Karel Antonín Maxmilián z Dalbergu 1792–1859    | Karel Antonín Maxmilián z Dalbergu 1792–1859    | Karel Antonín Maxmilián z Dalbergu 1792–1859    | Karel Antonín Maxmilián z Dalbergu 1792–1859    | Karel Antonín Maxmilián z Dalbergu 1792–1859     | Karel Antonín Maxmilián z Dalbergu 1792–1859     |                                                  |                                                  | Marie Charlotta Sturmfederová z Oppenweileru 1791–1886     | Marie Charlotta Sturmfederová z Oppenweileru 1791–1886     | Marie Charlotta Sturmfederová z Oppenweileru 1791–1886     | Marie Charlotta Sturmfederová z Oppenweileru 1791–1886     | Marie Charlotta Sturmfederová z Oppenweileru 1791–1886              | Marie Charlotta Sturmfederová z Oppenweileru 1791–1886              |                                                                     |                                                                     |                                                                     |                                                                     |                            |                            |                            |                            |  |  |                                                 |                                                 |                                                 |                                                 |                                                 |                                                 |                                               |                                               |                                            |                                            |                                            |                                            |                                             |                                             |                                             |                                             |                                             |                                             |                               |                               |                               |                               |  |  |
|                             |                             |                             |                             |                              |                              |                              |                              |                                                   |                                                   |                                                   |                                                   |                                                   |                                                   |                                              |                                              |                                              |                                              |                                     |                                     |                                                 |                                                 |                                                 |                                                 |                                                  |                                                  |                                                  |                                                  |                                                            |                                                            |                                                            |                                                            |                                                                     |                                                                     |                                                                     |                                                                     |                                                                     |                                                                     |                            |                            |                            |                            |  |  |                                                 |                                                 |                                                 |                                                 |                                                 |                                                 |                                               |                                               |                                            |                                            |                                            |                                            |                                             |                                             |                                             |                                             |                                             |                                             |                               |                               |                               |                               |  |  |
|                             |                             |                             |                             |                              |                              |                              |                              |                                                   |                                                   |                                                   |                                                   |                                                   |                                                   |                                              |                                              |                                              |                                              |                                     |                                     |                                                 |                                                 |                                                 |                                                 |                                                  |                                                  |                                                  |                                                  |                                                            |                                                            |                                                            |                                                            |                                                                     |                                                                     |                                                                     |                                                                     |                                                                     |                                                                     |                            |                            |                            |                            |  |  |                                                 |                                                 |                                                 |                                                 |                                                 |                                                 |                                               |                                               |                                            |                                            |                                            |                                            |                                             |                                             |                                             |                                             |                                             |                                             |                               |                               |                               |                               |  |  |
|                             |                             |                             |                             |                              |                              |                              |                              |                                                   |                                                   |                                                   |                                                   |                                                   |                                                   |                                              |                                              |                                              |                                              |                                     |                                     |                                                 |                                                 |                                                 |                                                 | Bedřich Ferdinand František z Dalbergu 1822–1908 | Bedřich Ferdinand František z Dalbergu 1822–1908 | Bedřich Ferdinand František z Dalbergu 1822–1908 | Bedřich Ferdinand František z Dalbergu 1822–1908 | Bedřich Ferdinand František z Dalbergu 1822–1908           | Bedřich Ferdinand František z Dalbergu 1822–1908           |                                                            |                                                            | Marie Kunhuta von Vittinghoff gen. Schell zu Schellenberg 1827–1892 | Marie Kunhuta von Vittinghoff gen. Schell zu Schellenberg 1827–1892 | Marie Kunhuta von Vittinghoff gen. Schell zu Schellenberg 1827–1892 | Marie Kunhuta von Vittinghoff gen. Schell zu Schellenberg 1827–1892 | Marie Kunhuta von Vittinghoff gen. Schell zu Schellenberg 1827–1892 | Marie Kunhuta von Vittinghoff gen. Schell zu Schellenberg 1827–1892 |                            |                            |                            |                            |  |  |                                                 |                                                 |                                                 |                                                 |                                                 |                                                 |                                               |                                               | 2. Karolina Ludovika Bernhausenu 1845–1924 | 2. Karolina Ludovika Bernhausenu 1845–1924 | 2. Karolina Ludovika Bernhausenu 1845–1924 | 2. Karolina Ludovika Bernhausenu 1845–1924 | 2. Karolina Ludovika Bernhausenu 1845–1924  | 2. Karolina Ludovika Bernhausenu 1845–1924  |                                             |                                             | Josef z Raabu 1832–1882                     | Josef z Raabu 1832–1882                     | Josef z Raabu 1832–1882       | Josef z Raabu 1832–1882       | Josef z Raabu 1832–1882       | Josef z Raabu 1832–1882       |  |  |
|                             |                             |                             |                             |                              |                              |                              |                              |                                                   |                                                   |                                                   |                                                   |                                                   |                                                   |                                              |                                              |                                              |                                              |                                     |                                     |                                                 |                                                 |                                                 |                                                 | Bedřich Ferdinand František z Dalbergu 1822–1908 | Bedřich Ferdinand František z Dalbergu 1822–1908 | Bedřich Ferdinand František z Dalbergu 1822–1908 | Bedřich Ferdinand František z Dalbergu 1822–1908 | Bedřich Ferdinand František z Dalbergu 1822–1908           | Bedřich Ferdinand František z Dalbergu 1822–1908           |                                                            |                                                            | Marie Kunhuta von Vittinghoff gen. Schell zu Schellenberg 1827–1892 | Marie Kunhuta von Vittinghoff gen. Schell zu Schellenberg 1827–1892 | Marie Kunhuta von Vittinghoff gen. Schell zu Schellenberg 1827–1892 | Marie Kunhuta von Vittinghoff gen. Schell zu Schellenberg 1827–1892 | Marie Kunhuta von Vittinghoff gen. Schell zu Schellenberg 1827–1892 | Marie Kunhuta von Vittinghoff gen. Schell zu Schellenberg 1827–1892 |                            |                            |                            |                            |  |  |                                                 |                                                 |                                                 |                                                 |                                                 |                                                 |                                               |                                               | 2. Karolina Ludovika Bernhausenu 1845–1924 | 2. Karolina Ludovika Bernhausenu 1845–1924 | 2. Karolina Ludovika Bernhausenu 1845–1924 | 2. Karolina Ludovika Bernhausenu 1845–1924 | 2. Karolina Ludovika Bernhausenu 1845–1924  | 2. Karolina Ludovika Bernhausenu 1845–1924  |                                             |                                             | Josef z Raabu 1832–1882                     | Josef z Raabu 1832–1882                     | Josef z Raabu 1832–1882       | Josef z Raabu 1832–1882       | Josef z Raabu 1832–1882       | Josef z Raabu 1832–1882       |  |  |
|                             |                             |                             |                             |                              |                              |                              |                              |                                                   |                                                   |                                                   |                                                   |                                                   |                                                   |                                              |                                              |                                              |                                              |                                     |                                     |                                                 |                                                 |                                                 |                                                 |                                                  |                                                  |                                                  |                                                  |                                                            |                                                            |                                                            |                                                            |                                                                     |                                                                     |                                                                     |                                                                     |                                                                     |                                                                     |                            |                            |                            |                            |  |  |                                                 |                                                 |                                                 |                                                 |                                                 |                                                 |                                               |                                               |                                            |                                            |                                            |                                            |                                             |                                             |                                             |                                             |                                             |                                             |                               |                               |                               |                               |  |  |
|                             |                             |                             |                             |                              |                              |                              |                              |                                                   |                                                   |                                                   |                                                   |                                                   |                                                   |                                              |                                              |                                              |                                              |                                     |                                     |                                                 |                                                 |                                                 |                                                 |                                                  |                                                  |                                                  |                                                  |                                                            |                                                            |                                                            |                                                            |                                                                     |                                                                     |                                                                     |                                                                     |                                                                     |                                                                     |                            |                            |                            |                            |  |  |                                                 |                                                 |                                                 |                                                 |                                                 |                                                 |                                               |                                               |                                            |                                            |                                            |                                            |                                             |                                             |                                             |                                             |                                             |                                             |                               |                               |                               |                               |  |  |
|                             |                             |                             |                             | Ludwiga z Dalbergu 1847–1918 | Ludwiga z Dalbergu 1847–1918 | Ludwiga z Dalbergu 1847–1918 | Ludwiga z Dalbergu 1847–1918 | Ludwiga z Dalbergu 1847–1918                      | Ludwiga z Dalbergu 1847–1918                      |                                                   |                                                   | Jindřich Horneck z Weinheimu 1843–1896            | Jindřich Horneck z Weinheimu 1843–1896            | Jindřich Horneck z Weinheimu 1843–1896       | Jindřich Horneck z Weinheimu 1843–1896       | Jindřich Horneck z Weinheimu 1843–1896       | Jindřich Horneck z Weinheimu 1843–1896       |                                     |                                     | Karl Heribert z Dalbergu 1849–1920              | Karl Heribert z Dalbergu 1849–1920              | Karl Heribert z Dalbergu 1849–1920              | Karl Heribert z Dalbergu 1849–1920              | Karl Heribert z Dalbergu 1849–1920               | Karl Heribert z Dalbergu 1849–1920               |                                                  |                                                  | Maria Gabrielle Spiegel zum Diesenberg-Hanxleden 1854–1936 | Maria Gabrielle Spiegel zum Diesenberg-Hanxleden 1854–1936 | Maria Gabrielle Spiegel zum Diesenberg-Hanxleden 1854–1936 | Maria Gabrielle Spiegel zum Diesenberg-Hanxleden 1854–1936 | Maria Gabrielle Spiegel zum Diesenberg-Hanxleden 1854–1936          | Maria Gabrielle Spiegel zum Diesenberg-Hanxleden 1854–1936          |                                                                     |                                                                     | Marie z Dalbergu 1856–1925                                          | Marie z Dalbergu 1856–1925                                          | Marie z Dalbergu 1856–1925 | Marie z Dalbergu 1856–1925 | Marie z Dalbergu 1856–1925 | Marie z Dalbergu 1856–1925 |  |  | Kurt Spiegel zum Diesenberg-Hanxleden 1852–1916 | Kurt Spiegel zum Diesenberg-Hanxleden 1852–1916 | Kurt Spiegel zum Diesenberg-Hanxleden 1852–1916 | Kurt Spiegel zum Diesenberg-Hanxleden 1852–1916 | Kurt Spiegel zum Diesenberg-Hanxleden 1852–1916 | Kurt Spiegel zum Diesenberg-Hanxleden 1852–1916 |                                               |                                               | 1. Bedřich Egbert z Dalbergu 1863–1914     | 1. Bedřich Egbert z Dalbergu 1863–1914     | 1. Bedřich Egbert z Dalbergu 1863–1914     | 1. Bedřich Egbert z Dalbergu 1863–1914     | 1. Bedřich Egbert z Dalbergu 1863–1914      | 1. Bedřich Egbert z Dalbergu 1863–1914      |                                             |                                             | 4. Karoline z Raabu 1874–1935               | 4. Karoline z Raabu 1874–1935               | 4. Karoline z Raabu 1874–1935 | 4. Karoline z Raabu 1874–1935 | 4. Karoline z Raabu 1874–1935 | 4. Karoline z Raabu 1874–1935 |  |  |
|                             |                             |                             |                             | Ludwiga z Dalbergu 1847–1918 | Ludwiga z Dalbergu 1847–1918 | Ludwiga z Dalbergu 1847–1918 | Ludwiga z Dalbergu 1847–1918 | Ludwiga z Dalbergu 1847–1918                      | Ludwiga z Dalbergu 1847–1918                      |                                                   |                                                   | Jindřich Horneck z Weinheimu 1843–1896            | Jindřich Horneck z Weinheimu 1843–1896            | Jindřich Horneck z Weinheimu 1843–1896       | Jindřich Horneck z Weinheimu 1843–1896       | Jindřich Horneck z Weinheimu 1843–1896       | Jindřich Horneck z Weinheimu 1843–1896       |                                     |                                     | Karl Heribert z Dalbergu 1849–1920              | Karl Heribert z Dalbergu 1849–1920              | Karl Heribert z Dalbergu 1849–1920              | Karl Heribert z Dalbergu 1849–1920              | Karl Heribert z Dalbergu 1849–1920               | Karl Heribert z Dalbergu 1849–1920               |                                                  |                                                  | Maria Gabrielle Spiegel zum Diesenberg-Hanxleden 1854–1936 | Maria Gabrielle Spiegel zum Diesenberg-Hanxleden 1854–1936 | Maria Gabrielle Spiegel zum Diesenberg-Hanxleden 1854–1936 | Maria Gabrielle Spiegel zum Diesenberg-Hanxleden 1854–1936 | Maria Gabrielle Spiegel zum Diesenberg-Hanxleden 1854–1936          | Maria Gabrielle Spiegel zum Diesenberg-Hanxleden 1854–1936          |                                                                     |                                                                     | Marie z Dalbergu 1856–1925                                          | Marie z Dalbergu 1856–1925                                          | Marie z Dalbergu 1856–1925 | Marie z Dalbergu 1856–1925 | Marie z Dalbergu 1856–1925 | Marie z Dalbergu 1856–1925 |  |  | Kurt Spiegel zum Diesenberg-Hanxleden 1852–1916 | Kurt Spiegel zum Diesenberg-Hanxleden 1852–1916 | Kurt Spiegel zum Diesenberg-Hanxleden 1852–1916 | Kurt Spiegel zum Diesenberg-Hanxleden 1852–1916 | Kurt Spiegel zum Diesenberg-Hanxleden 1852–1916 | Kurt Spiegel zum Diesenberg-Hanxleden 1852–1916 |                                               |                                               | 1. Bedřich Egbert z Dalbergu 1863–1914     | 1. Bedřich Egbert z Dalbergu 1863–1914     | 1. Bedřich Egbert z Dalbergu 1863–1914     | 1. Bedřich Egbert z Dalbergu 1863–1914     | 1. Bedřich Egbert z Dalbergu 1863–1914      | 1. Bedřich Egbert z Dalbergu 1863–1914      |                                             |                                             | 4. Karoline z Raabu 1874–1935               | 4. Karoline z Raabu 1874–1935               | 4. Karoline z Raabu 1874–1935 | 4. Karoline z Raabu 1874–1935 | 4. Karoline z Raabu 1874–1935 | 4. Karoline z Raabu 1874–1935 |  |  |
|                             |                             |                             |                             |                              |                              |                              |                              |                                                   |                                                   |                                                   |                                                   |                                                   |                                                   |                                              |                                              |                                              |                                              |                                     |                                     |                                                 |                                                 |                                                 |                                                 |                                                  |                                                  |                                                  |                                                  |                                                            |                                                            |                                                            |                                                            |                                                                     |                                                                     |                                                                     |                                                                     |                                                                     |                                                                     |                            |                            |                            |                            |  |  |                                                 |                                                 |                                                 |                                                 |                                                 |                                                 |                                               |                                               |                                            |                                            |                                            |                                            |                                             |                                             |                                             |                                             |                                             |                                             |                               |                               |                               |                               |  |  |
|                             |                             |                             |                             |                              |                              |                              |                              |                                                   |                                                   |                                                   |                                                   |                                                   |                                                   |                                              |                                              |                                              |                                              |                                     |                                     |                                                 |                                                 |                                                 |                                                 |                                                  |                                                  |                                                  |                                                  |                                                            |                                                            |                                                            |                                                            |                                                                     |                                                                     |                                                                     |                                                                     |                                                                     |                                                                     |                            |                            |                            |                            |  |  |                                                 |                                                 |                                                 |                                                 |                                                 |                                                 |                                               |                                               |                                            |                                            |                                            |                                            |                                             |                                             |                                             |                                             |                                             |                                             |                               |                               |                               |                               |  |  |
| Helene z Dalbergu 1857–1924 | Helene z Dalbergu 1857–1924 | Helene z Dalbergu 1857–1924 | Helene z Dalbergu 1857–1924 | Helene z Dalbergu 1857–1924  | Helene z Dalbergu 1857–1924  |                              |                              | Eberhard z Degenfeld-Schonburgu 1844–1899         | Eberhard z Degenfeld-Schonburgu 1844–1899         | Eberhard z Degenfeld-Schonburgu 1844–1899         | Eberhard z Degenfeld-Schonburgu 1844–1899         | Eberhard z Degenfeld-Schonburgu 1844–1899         | Eberhard z Degenfeld-Schonburgu 1844–1899         |                                              |                                              | Karolína z Dalbergu 1851–1929                | Karolína z Dalbergu 1851–1929                | Karolína z Dalbergu 1851–1929       | Karolína z Dalbergu 1851–1929       | Karolína z Dalbergu 1851–1929                   | Karolína z Dalbergu 1851–1929                   |                                                 |                                                 |                                                  |                                                  |                                                  |                                                  |                                                            |                                                            |                                                            |                                                            | Sophie z Dalbergu 1861–1937                                         | Sophie z Dalbergu 1861–1937                                         | Sophie z Dalbergu 1861–1937                                         | Sophie z Dalbergu 1861–1937                                         | Sophie z Dalbergu 1861–1937                                         | Sophie z Dalbergu 1861–1937                                         |                            |                            |                            |                            |  |  |                                                 |                                                 |                                                 |                                                 | Terezie Marie z Dalbergu 1866–1893              | Terezie Marie z Dalbergu 1866–1893              | Terezie Marie z Dalbergu 1866–1893            | Terezie Marie z Dalbergu 1866–1893            | Terezie Marie z Dalbergu 1866–1893         | Terezie Marie z Dalbergu 1866–1893         |                                            |                                            |                                             |                                             |                                             |                                             |                                             |                                             |                               |                               |                               |                               |  |  |
| Helene z Dalbergu 1857–1924 | Helene z Dalbergu 1857–1924 | Helene z Dalbergu 1857–1924 | Helene z Dalbergu 1857–1924 | Helene z Dalbergu 1857–1924  | Helene z Dalbergu 1857–1924  |                              |                              | Eberhard z Degenfeld-Schonburgu 1844–1899         | Eberhard z Degenfeld-Schonburgu 1844–1899         | Eberhard z Degenfeld-Schonburgu 1844–1899         | Eberhard z Degenfeld-Schonburgu 1844–1899         | Eberhard z Degenfeld-Schonburgu 1844–1899         | Eberhard z Degenfeld-Schonburgu 1844–1899         |                                              |                                              | Karolína z Dalbergu 1851–1929                | Karolína z Dalbergu 1851–1929                | Karolína z Dalbergu 1851–1929       | Karolína z Dalbergu 1851–1929       | Karolína z Dalbergu 1851–1929                   | Karolína z Dalbergu 1851–1929                   |                                                 |                                                 |                                                  |                                                  |                                                  |                                                  |                                                            |                                                            |                                                            |                                                            | Sophie z Dalbergu 1861–1937                                         | Sophie z Dalbergu 1861–1937                                         | Sophie z Dalbergu 1861–1937                                         | Sophie z Dalbergu 1861–1937                                         | Sophie z Dalbergu 1861–1937                                         | Sophie z Dalbergu 1861–1937                                         |                            |                            |                            |                            |  |  |                                                 |                                                 |                                                 |                                                 | Terezie Marie z Dalbergu 1866–1893              | Terezie Marie z Dalbergu 1866–1893              | Terezie Marie z Dalbergu 1866–1893            | Terezie Marie z Dalbergu 1866–1893            | Terezie Marie z Dalbergu 1866–1893         | Terezie Marie z Dalbergu 1866–1893         |                                            |                                            |                                             |                                             |                                             |                                             |                                             |                                             |                               |                               |                               |                               |  |  |
|                             |                             |                             |                             |                              |                              |                              |                              |                                                   |                                                   |                                                   |                                                   |                                                   |                                                   |                                              |                                              |                                              |                                              |                                     |                                     |                                                 |                                                 |                                                 |                                                 |                                                  |                                                  |                                                  |                                                  |                                                            |                                                            |                                                            |                                                            |                                                                     |                                                                     |                                                                     |                                                                     |                                                                     |                                                                     |                            |                            |                            |                            |  |  |                                                 |                                                 |                                                 |                                                 |                                                 |                                                 |                                               |                                               |                                            |                                            |                                            |                                            |                                             |                                             |                                             |                                             |                                             |                                             |                               |                               |                               |                               |  |  |
|                             |                             |                             |                             |                              |                              |                              |                              |                                                   |                                                   |                                                   |                                                   |                                                   |                                                   |                                              |                                              |                                              |                                              |                                     |                                     |                                                 |                                                 |                                                 |                                                 |                                                  |                                                  |                                                  |                                                  |                                                            |                                                            |                                                            |                                                            |                                                                     |                                                                     |                                                                     |                                                                     |                                                                     |                                                                     |                            |                            |                            |                            |  |  |                                                 |                                                 |                                                 |                                                 |                                                 |                                                 |                                               |                                               |                                            |                                            |                                            |                                            |                                             |                                             |                                             |                                             |                                             |                                             |                               |                               |                               |                               |  |  |
|                             |                             |                             |                             |                              |                              |                              |                              | Marie Josefína z Dalbergu 1884–1897               | Marie Josefína z Dalbergu 1884–1897               | Marie Josefína z Dalbergu 1884–1897               | Marie Josefína z Dalbergu 1884–1897               | Marie Josefína z Dalbergu 1884–1897               | Marie Josefína z Dalbergu 1884–1897               |                                              |                                              | Marie Gabriela z Dalbergu 1889–1900          | Marie Gabriela z Dalbergu 1889–1900          | Marie Gabriela z Dalbergu 1889–1900 | Marie Gabriela z Dalbergu 1889–1900 | Marie Gabriela z Dalbergu 1889–1900             | Marie Gabriela z Dalbergu 1889–1900             |                                                 |                                                 | Maria Anna z Dalbergu 1891–1979                  | Maria Anna z Dalbergu 1891–1979                  | Maria Anna z Dalbergu 1891–1979                  | Maria Anna z Dalbergu 1891–1979                  | Maria Anna z Dalbergu 1891–1979                            | Maria Anna z Dalbergu 1891–1979                            |                                                            |                                                            | Franz Emanuel Salm-Salm zu Salm 1876–1964                           | Franz Emanuel Salm-Salm zu Salm 1876–1964                           | Franz Emanuel Salm-Salm zu Salm 1876–1964                           | Franz Emanuel Salm-Salm zu Salm 1876–1964                           | Franz Emanuel Salm-Salm zu Salm 1876–1964                           | Franz Emanuel Salm-Salm zu Salm 1876–1964                           |                            |                            |                            |                            |  |  |                                                 |                                                 | 3. Josef Maria Friedrich z Dalbergu 1906–1929   | 3. Josef Maria Friedrich z Dalbergu 1906–1929   | 3. Josef Maria Friedrich z Dalbergu 1906–1929   | 3. Josef Maria Friedrich z Dalbergu 1906–1929   | 3. Josef Maria Friedrich z Dalbergu 1906–1929 | 3. Josef Maria Friedrich z Dalbergu 1906–1929 |                                            |                                            |                                            |                                            | 5. Johannes Evangelist z Dalbergu 1909–1940 | 5. Johannes Evangelist z Dalbergu 1909–1940 | 5. Johannes Evangelist z Dalbergu 1909–1940 | 5. Johannes Evangelist z Dalbergu 1909–1940 | 5. Johannes Evangelist z Dalbergu 1909–1940 | 5. Johannes Evangelist z Dalbergu 1909–1940 |                               |                               |                               |                               |  |  |
|                             |                             |                             |                             |                              |                              |                              |                              | Marie Josefína z Dalbergu 1884–1897               | Marie Josefína z Dalbergu 1884–1897               | Marie Josefína z Dalbergu 1884–1897               | Marie Josefína z Dalbergu 1884–1897               | Marie Josefína z Dalbergu 1884–1897               | Marie Josefína z Dalbergu 1884–1897               |                                              |                                              | Marie Gabriela z Dalbergu 1889–1900          | Marie Gabriela z Dalbergu 1889–1900          | Marie Gabriela z Dalbergu 1889–1900 | Marie Gabriela z Dalbergu 1889–1900 | Marie Gabriela z Dalbergu 1889–1900             | Marie Gabriela z Dalbergu 1889–1900             |                                                 |                                                 | Maria Anna z Dalbergu 1891–1979                  | Maria Anna z Dalbergu 1891–1979                  | Maria Anna z Dalbergu 1891–1979                  | Maria Anna z Dalbergu 1891–1979                  | Maria Anna z Dalbergu 1891–1979                            | Maria Anna z Dalbergu 1891–1979                            |                                                            |                                                            | Franz Emanuel Salm-Salm zu Salm 1876–1964                           | Franz Emanuel Salm-Salm zu Salm 1876–1964                           | Franz Emanuel Salm-Salm zu Salm 1876–1964                           | Franz Emanuel Salm-Salm zu Salm 1876–1964                           | Franz Emanuel Salm-Salm zu Salm 1876–1964                           | Franz Emanuel Salm-Salm zu Salm 1876–1964                           |                            |                            |                            |                            |  |  |                                                 |                                                 | 3. Josef Maria Friedrich z Dalbergu 1906–1929   | 3. Josef Maria Friedrich z Dalbergu 1906–1929   | 3. Josef Maria Friedrich z Dalbergu 1906–1929   | 3. Josef Maria Friedrich z Dalbergu 1906–1929   | 3. Josef Maria Friedrich z Dalbergu 1906–1929 | 3. Josef Maria Friedrich z Dalbergu 1906–1929 |                                            |                                            |                                            |                                            | 5. Johannes Evangelist z Dalbergu 1909–1940 | 5. Johannes Evangelist z Dalbergu 1909–1940 | 5. Johannes Evangelist z Dalbergu 1909–1940 | 5. Johannes Evangelist z Dalbergu 1909–1940 | 5. Johannes Evangelist z Dalbergu 1909–1940 | 5. Johannes Evangelist z Dalbergu 1909–1940 |                               |                               |                               |                               |  |  |

## Galerie

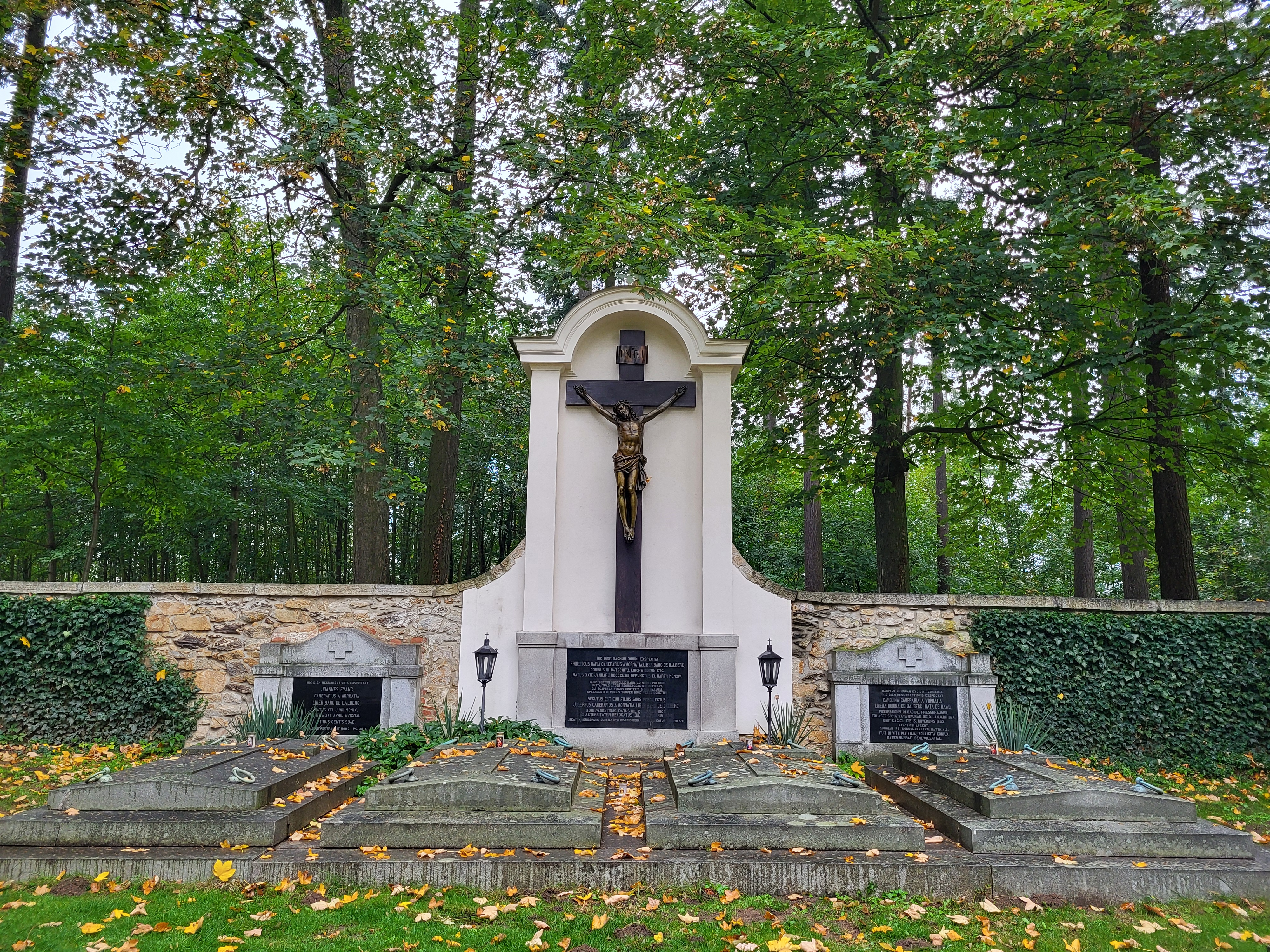
Čtyři hroby Dalbergů na západní straně
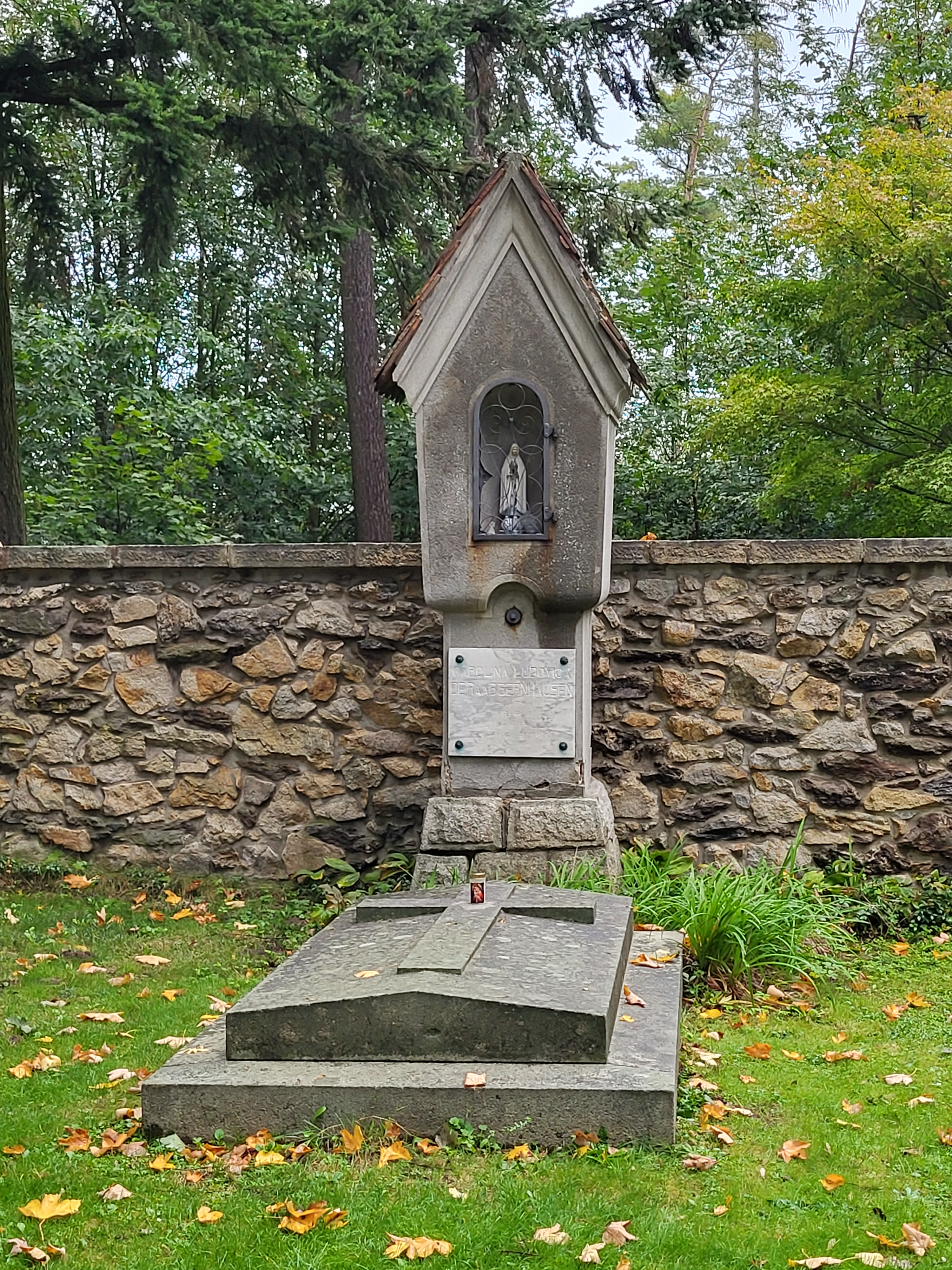
Hrob Karoliny z Raabu, roz. z Bernhausenu